# Autociclo

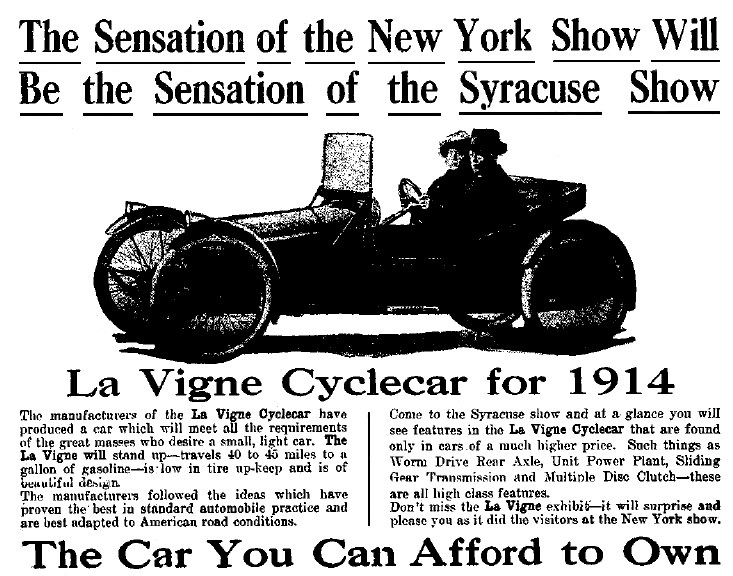
Anuncio de un La Vigne Cyclecar (1914)

Un autociclo era un tipo de automóvil pequeño, ligero y económico, fabricado principalmente entre 1910 y los últimos años 1920. Por lo general, se caracterizaban por el uso de materiales básicos y de una ingeniería sencilla. En gran parte estaban ideados para llenar el vacío existente en el mercado entre las motocicletas y los coches.
El término original en inglés es cyclecar, que se define como un pequeño vehículo a motor con tres o cuatro ruedas.
Su declive fue en gran parte debido a la aparición de coches pequeños fabricados en grandes series, como el Austin 7, con precios reducidos que los hacían muy asequibles. Los vehículos con calidades similares producidos después de la Segunda Guerra Mundial son generalmente calificados como microcoches.
En España, el término autociclo también se aplica ocasionalmente a vehículos de cuatro ruedas con motores de ciclomotor, que no requieren carnet de conducir.

## Descripción general
La mayoría de los autociclos eran impulsados por motores monocilíndricos, bicilíndricos en V o más raramente motores de cuatro cilindros, a menudo refrigerados por aire. A veces estos motores, al igual que las cajas de cambio y otros componentes, habían sido originalmente diseñados para ser usados en motocicletas. A caballo entre las motocicletas y los coches, utilizaban carrocerías ligeras, a veces con dos asientos en tándem, y ofrecían una comodidad mínima, una seguridad precaria y una escasa protección frente a las inclemencias meteorológicas. Los diseños para transmitir la tracción a las ruedas eran muy variados, incluyendo correas o cadenas, a menudo a una única rueda trasera para evitar la necesidad de disponer de un diferencial.
El aumento de los autociclos fue un resultado directo de los reducidos impuestos que se pagaban por la inscripción y las licencias anuales de estos pequeños vehículos ligeros a motor. En Francia, por ejemplo, un coche estaba incluido en esta categoría si pesaba menos de 350 kg.
El 14 de diciembre de 1912, en una reunión de la Federación Internacional de Clubes Motociclistas, se decidió formalmente que debería establecerse una clasificación internacional de autociclos para ser aceptada por el Reino Unido, Canadá, Estados Unidos, Francia, Países Bajos, Bélgica, Italia, Austria y Alemania. También se decidió establecer dos clases de autociclos:
- (i) Clase grande
  - Peso máximo: 350 kg (772 lb)
  - Capacidad máxima del motor: 1.100 cc
  - Sección del neumático mínima: 60 mm (2.4 in)
- (ii) Clase pequeña
  - Peso mínimo: 150 kg (331 lb)
  - Peso máximo: 300 kg (661 lb)
  - Capacidad máxima del motor: 750 cc
  - Sección del neumático mínima: 55 mm (2.2 in)

Todos deberían tener embrague y cambio de marchas. Este requisito podría ser cumplido incluso por los dispositivos más sencillos, como el deslizamiento de una correa sobre una polea para actuar como un embrague, o la variación del diámetro de una polea para cambiar la relación de marcha.

## Introducción

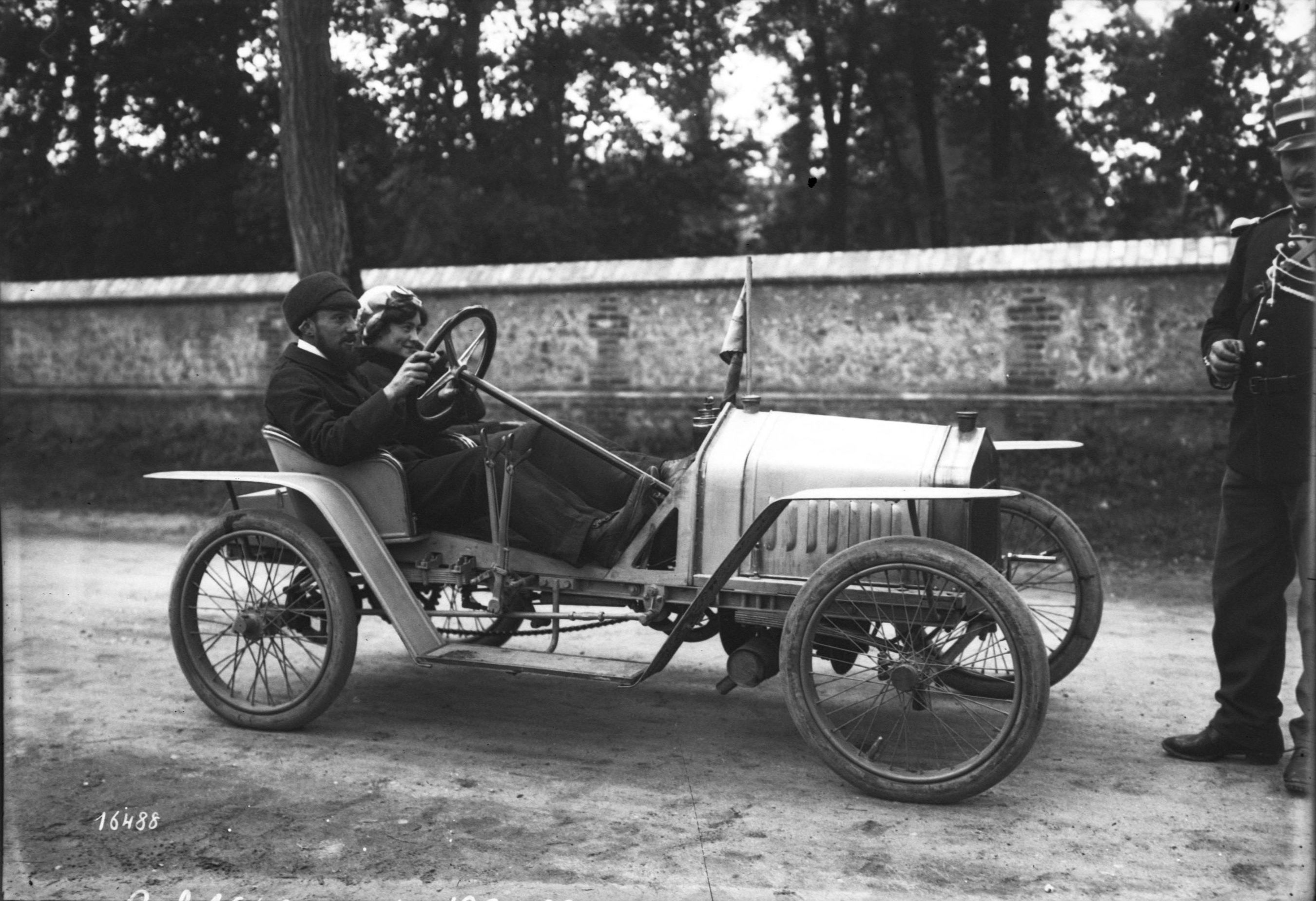
Marcel Violet y un pasajero en su autociclo Violette. Ascenso al Gaillon, 1911

De 1898 a 1910, la producción de automóviles se expandió rápidamente. Los coches ligeros de aquella época eran generalmente conocidos como voiturettes. Los autociclos, más pequeños, aparecieron alrededor de 1910, con un auge considerable poco antes del estallido de la Primera Guerra Mundial. La editorial Temple Press lanzó la revista The Cyclecar el 27 de noviembre de 1912 (más tarde rebautizada como "The Light Car and Cyclecar" (El Coche Ligero y el Autociclo), y la formación del Club del autociclo (más adelante convertido en el Club de Automóviles de Carreras Británico). Desde 1912, el Salón de la Motocicleta en el Olympia de Londres, pasó a ser el Salón de la Motocicleta y el Autociclo.
El número de fabricantes de autociclos era menos de una docena en el Reino Unido (y otro tanto pasaba en Francia) en 1911, pero hacia 1914 había más de 100 fabricantes en cada país, así como otros en Alemania, Austria y en varios países europeos. Hacia 1912, el modelo "A.C. Sociable" se describía como "uno de los autociclos más populares en la carretera, tanto para el placer como para el trabajo", al igual que otras fuentes afirmaban que el "Humberette" era el más popular de los autociclos por entonces. Muchas de las numerosas marcas tenían una vida muy corta, pero algunas llegaron a ser conocidas, a menudo a través de sus éxitos en las carreras, como la francesa Bédélia y las británicas G.N. y Morgan.

## Modelos deportivos y carreras de autociclos
Algunos autociclos de Amilcar, Major o Salmson (fabricados en Francia), ofrecían un rendimiento suficiente como para ser considerados vehículos deportivos.
La primera carrera de autociclos fue organizada por el Automóvil Club de Francia en 1913, seguido por un Gran Premio de autociclos en Le Mans en 1920. La Unión de Autociclos introdujo una prueba en la Isla de Man en septiembre de 1914, pero la carrera se canceló debido al inicio de la Primera Guerra Mundial.

## Declive e interés renovado
A comienzos de los años 1920, los días del autociclo estaban contados. Fabricantes masivos, como Ford, eran capaces de reducir sus precios hasta el punto de dejar fuera del mercado a los normalmente pequeños constructores de autociclos. Numerosos modelos de coches asequibles comenzaron a proliferar en Europa, como el Citroën 5CV, el Austin 7 o el Morris Cowley.
El auge del autociclo había terminado, y la mayoría de sus fabricantes tuvieron que cerrar sus negocios. Algunas compañías como Chater-Lea sobrevivieron volviendo a la fabricación de motocicletas.
Después de la Segunda Guerra Mundial, volvió a generarse una fuerte demanda de coches pequeños y económicos, apareciendo un nuevo grupo de fabricantes. Sin embargo, el término "autociclo" no reapareció, y estos nuevos vehículos pequeños se denominaron microcoches por sus partidarios y coches burbuja por la población en general.

## Autociclos por países

### Argentina
- Viglione

### Austria
- Austro, 1913–14
- Grofri

### Bélgica
- CAP (de: CAP)
- SCH

### Canadá
- Baby Car
- Campagna T-Rex
- Dart Cycle Car Co
- Glen Motor Company
- Gramm
- Holden-Morgan
- Welker-Doerr

### Checoslovaquia
- Aero 500
- Novo
- Vaja

### Dinamarca
- Dana

### Francia
- Able
- Ajams
- Ajax
- Alcyon
- Amilcar
- Allain et Niguet  (AN) (de: Allain et Niguet)
- Ardex
- Arzac
- Astatic
- Astra
- Austral
- Auto Practique (de: Auto Pratique)
- Automobillette (de: Automobilette)
- Autorette (de: Autorette)
- Bédélia
- Benjamin (de: Benjamin)
- Billard (de: Billard)
- Blériot Aéronautique (de: Blériot Aéronautique)
- Benova
- Bollack Netter and Co (B.N.C.)
- Bucciali (Buc)
- Causan
- Coadou et Fleury
- Contal
- (Coudert), ver Lurquin-Coudert
- Croissant (de: Croissant)
- De Sanzy
- D'Yrsan
- D'Aux (de: D’Aux)
- De Marçay (de: De Marçay)
- Derby
- Deschamp (de: Deschamps et Cie)
- Désert et de Font-Réault (de: Désert et de Font-Réault)
- Dorey (de: Dorey)
- Eclair (de: Eclair)
- Einaudi (de: Cyclecars Einaudi)
- Elfe
- Emeraude (de: Emeraude)
- G.A.M. (de: G.A.M.)
- G.A.R. (de: G.A.R.)
- Gauthier (de: Gauthier et Cie)
- Griffon (de: Établissements Griffon)
- Grouesy
- HP (de: H.P.)
- Huffit
- Ipsi
- Jack Sport
- Janoir
- Janémian
- JG Sport
- Jouvie
- Julien (de: Julien)
- La Confortable
- La Flèche (de: La Flèche)
- La Perle (de: La Perle)
- La Roulette
- La Violette (de: La Violette)
- Lacour (de: Lacour et Cie)
- Laetitia
- L.B. (de: L.B.)
- Le Cabri
- Le Favori
- Le Méhari (de: Le Méhari)
- Le Roitelet
- Lurquin-Coudert
- Major (de: Cyclecars Major)
- Marguerite Typ A (de: Marguerite Typ A)
- Marr (de: Max)
- Max (de: Max)
- Molla (de: Molla et Cie)
- Micron (de: Automobiles Micron)
- Molla (de: Molla et Cie)
- Monitor
- Mourre (de: Mourre)
- Noël (de: Noël)
- Orial (de: Orial)
- Patri (de: Patri)
- Pégase (de: Pégase)
- Pestourie et Planchon (de: Pestourie et Planchon)
- Phébus (de: Cyclecars Phébus)
- Quo Vadis
- Rally
- Revol (de: Revol)
- Roll
- Salmson
- Santax
- Sénéchal
- SICAM (de: SICAM)
- SIMA-Violet (de: Sima-Violet)
- Sphinx (de: Sphinx Automobiles)
- Spidos (de: Sphinx Automobiles)
- Super (de: Super)
- Tholomé (de: Tholomé)
- Tic-Tac (de: Tic-Tac)
- Tom Pouce (de: Tom Pouce)
- Utilis (de: Utilis)
- Vaillant
- Villard
- Violet-Bogey (de: Violet-Bogey)
- Violette
- Viratelle (de: Viratelle)
- Virus
- Weler (de: Weler)
- Zénia (de: Zénia)
- Zévaco (de: Zévaco)

### Alemania
- Arimofa
- Bootswerft Zeppelinhafen (B.Z.) (de: Bootswerft Zeppelinhafen)
- Cyklon
- Dehn (de: Fahrzeug- und Maschinenfabrik K. C. Dehn)
- Grade
- Koco
- Minimus Fahrzeugwerk (de: Minimus Fahrzeugwerk)
- Pluto
- Slaby-Beringer (de: Slaby-Beringer)
- Joe Spinell
- Staiger
- Zaschka

### Grecia
- Theologou

### Italia
- Amilcar Italiana
- Anzani
- Baroso (Officine Barosso) (de: Officine Barosso)
- C.I.P. (Cyclecar Italiana Petromilli) (de: Cyclecar Italiana Petromilli)
- Della Ferrera (Fratelli Della Ferrera) (de: Fratelli Della Ferrera)
- Marino
- Meldi (Officine Meccanica Giuseppe Meldi) (de: Officine Meccanica Giuseppe Meldi)
- San Giusto (S.A. San Giusto) (de: S.A. San Giusto)
- SIC  (Società Italiana Cyclecars) (de: Società Italiana Cyclecars)
- Vaghi (Motovetturette Vaghi) (de: Motovetturette Vaghi)

### Polonia
- SKAF

### España
- Alvarez
- David
- Izaro (automóvil)Izaro
- JBR
- Salvador

### Suecia
- Mascot
- Self

### Suiza
- Moser (Fritz Moser, Fabrique d’Automobiles et Motocyclettes) (de: Fritz Moser)
- Speidel

### Reino Unido
- AC (Auto Carriers Ltd)
- Adamson
- Aerocar
- Allwyn
- Alvechurch
- Amazon
- Archer
- Armstrong
- Athmac
- Atomette
- Autotrix
- AV
- Baby Blake
- Baker & Dale
- Bantam
- Barnard
- Baughan
- Beacon Motors
- Bell
- Black Prince
- Blériot-Whippet
- Bound
- Bow-V-Car
- BPD
- Bradwell
- Britannia
- Broadway
- Buckingham
- Cambro
- Campion
- Corfield & Hurle (de: C & H)
- Carden
- Carlette
- Carter
- Castle Three
- CFB
- CFL
- Chater-Lea
- Chota
- Coventry Premier
- Coventry-Victor
- Crescent
- Cripps
- Crompton
- Crouch
- Cumbria Motors
- CWS
- Cyclar
- Dallison
- Day-Leeds
- Dayton
- Dennis
- Dewcar
- Douglas
- D'Ultra (D-Ultra)
- Duocar
- Dursley-Pedersen
- Economic
- Edmond
- Edmund
- Edwards
- EYME
- GB
- Gerald (de: Gerald Cyclecar)
- Gibbons
- Gillyard
- Glover
- GN
- Gnome
- Gordon (1912-1914)
- Grahame-White
- Guildford
- GWK
- Hampton
- HCE
- Heybourn
- Hill & Stanier
- HMC
- Howard
- Howett
- HP
- Humber (automoción)
- Imperial
- Invicta
- Jappic
- JBS
- Jewel
- Jones
- Kendall
- LAD
- La Rapide
- Lambert
- LEC
- Lecoy
- Lester Solus
- Lington
- LM (Little Midland)
- Matchless
- Marcus
- Marlborough (Anglo-French car)
- Mead & Deakin (Medea)
- Medinger (de: Medinger Cars & Engine)
- Menley
- Meteorite Cars (de: Meteorite Cars)
- Metro-Tyler (de: Metro-Tyler)
- Morgan
- New Hudson
- Nomad Cars (de: Nomad Cars)
- Northstar (de: North Star Works)
- Norma
- Paragon (de: Paragon)
- Pickering, Darley & Allday (PDA)
- Pearson & Cox
- Perry
- Premier Motor (PMC) (de: Premier Motor)
- Princess
- Projecta (de: Projecta)
- Pyramid (de: Pyramid)
- Ranger (de: Ranger Cyclecar)
- Rex
- Richardson (1903)
- Richardson (1919)
- Robertson
- Robinson & Price
- Rollo
- Royal Ruby
- Rene Tondeur (RTC) (de: Rene Tondeur)
- Rudge-Whitworth
- J. A. Ryley (de: J. A. Ryley)
- Simplic
- Skeoch
- Speedy (de: Speedy)
- Sterling
- Stoneleigh
- Swift
- Tamplin
- T.B.
- Tiny
- Turner
- Unique (de: Unique)
- VAL
- Vee Gee
- Victor
- Warne
- Warren-Lambert
- Westall
- Wherwell
- Whitgift (de: Whitgift)
- Wilbrook
- Willis
- Winson
- Wooler
- Wrigley
- WSC
- Winter
- Woodrow
- Xtra
- Zendik

### Estados Unidos
- American
- Argo
- Arrow
- Asheville
- Prototipo Buick construido por Walter Lorenzo Marr[7]
- Briggs & Stratton Flyersee Smith Flyer
- Bull Moose-Cutting Automobile Company  Baby Moose (de: Bull Moose-Cutting Automobile Company)
- Burrows (1914 Ripley NY)
- Car-Nation
- Ceco (Continental Engineering Company)  (de: Continental Engineering Company)
- Coey
- Comet
- Continental Engine Manufacturing Company (de: Continental Engine Manufacturing Company)
- Corbin Motors
- Cycle-Car
- Cyclops (de: Cyclops Cyclecar)
- Dayton (de: Dayton Cyclecar)
- De La Vergne
- Delco
- Dodo
- Dudly Bug
- Economy car
- EIM
- Engler
- Falcon
- Fenton
- Geneva
- Greyhound
- Hall
- Hanover
- Hawk
- Hawkins
- Hoosier Scout
- IMP
- JPL
- Kearns LuLu
- Keller (de: Keller Cyclecar)
- La Vigne
- Limit
- Logan
- Malcolm Jones
- Merz
- Michaelson
- Mecca
- Mercury
- Motor Bob
- O-We-Go
- Pacific
- Pioneer
- Portland
- Post
- Prigg
- Puritan
- Real
- Rex
- Saginaw
- Scripps-Booth
- Smith Flyer
- Trumbull
- Twombly
- Vixen
- Winthur
- Wizzard
- Woods
- Xenia
- Yankee

## Lecturas relacionadas
- Worthington-Williams, Michael (1981). From cyclecar to microcar the story of the cyclecar movement. Beaulieu Books. ISBN 0-901564-54-0.

- David Thirlby (2002). Minimal Motoring: From Cyclecar to Microcar. Arcadia Publishing. ISBN 0-7524-2367-3.